# Едуардо Ернекян
Едуа́рдо Ернекя́н (ісп. Eduardo Eurnekián, вірм. Էդուարդո Էռնեկյան, 4 грудня 1932, Буенос-Айрес, Аргентина) — аргентинський підприємець вірменського походження. Національний герой Вірменії (2017).

## Біографія
Народився в сім'ї вірменських емігрантів. Сім'я Ернекянів заснувала текстильне підприємство в США. У списку найбагатших людей Аргентини 2024 року підприємець перебуває на 6-му місці. Контролює 49 аеропортів світу (Аргентина, Італія, Вірменія, Еквадор, Перу, Бразилія та Уругвай). Найбільш відомими підприємствами Ернекяна є Aeropuertos Argentina та Corporación América.

## Нагороди
- Звання Національний герой Вірменії (21 вересня 2017)[6]